# Helena Cehak-Hołubowiczowa
Helena Cehak-Hołubowiczowa (ur. 12 lutego 1902 w Stanisławowie, zm. 19 lipca 1979 we Wrocławiu) – polska archeolog.

## Życiorys
Pochodziła z rodziny inteligenckiej, jej ojciec, Adam Cehak (ps. Adam Stodor) był nauczycielem szkoły średniej i poetą. Ukończyła studia na Uniwersytecie Jana Kazimierza we Lwowie. W 1930 roku na Wydziale Filozoficznym u profesora Leona Kozłowskiego uzyskała doktorat z archeologii klasycznej. Jej zainteresowania archeologią klasyczną przejawiły się również w podróży do Grecji, odbytej krótko po studiach. W 1931 roku zaczęła pracę starszej asystentki, później zaś adiunkta przy Katedrze Archeologii Klasycznej na Uniwersytecie Stefana Batorego w Wilnie, aż do jego zamknięcia w grudniu 1939 przez władze Litwy prezydenta Antanasa Smetony, przeciw czemu podpisała protest wraz z innymi polskimi pracownikami uniwersytetu. Przed II wojną światową prowadziła wykopaliska na Wileńszczyźnie, prowadziła akcję popularyzatorską odnośnie do ochrony zabytków archeologicznych w czasopismach wileńskich. W grudniu 1936 roku nadzorowała wykopaliska archeologiczne prowadzone przez inż. Jana Borowskiego na Zamku Górnym w Wilnie. W 1939  została odznaczona Złotym Krzyżem Zasługi za dokonania na polu archeologii. W lipcu 1940 po zajęciu Wilna przez Armię Czerwoną podjęła pracę archeologa w Litewskim Muzeum Sztuki. Wówczas to kontynuowała razem z mężem Włodzimierzem Hołubowiczem prace wykopaliskowe na wileńskiej Górze Zamkowej. Litewska Akademia Nauk opublikowała po litewsku przygotowane przez nich opracowanie wyników ich badań. W marcu 1941 roku wzięła udział w moskiewskim Kongresie Archeologicznym, omawiającym Słowian Wschodnich. Jesienią 1946 roku podjęła pracę adiunkta przy Katedrze Archeologicznej na Uniwersytecie Mikołaja Kopernika w Toruniu. W 1949 razem z mężem prowadziła prace wykopaliskowe na Masywie Ślęży. W 1950 roku została przeniesiona służbowo na Uniwersytet Wrocławski w charakterze adiunkta Katedry Archeologii. Poczynając od 1952 roku uczestniczyła w pracach na Ostrówku w Opolu jako zastępca kierownika wykopalisk. W 1954 roku wzięła udział w Śląskiej Konferencji Instytutu Historii PAN wygłaszając referat na temat rzemiosła plemion polskich na Śląsku we wczesnym średniowieczu. Wzięła także udział w Pierwszej Sesji Archeologicznej PAN, wygłaszając referat dotyczący reliktów wierzeń religijnych pogan. W latach 1955–1956 kierowała rozszerzonymi wykopaliskami na Ślęży i Raduni. Opublikowała pracę: Kamienne kręgi kultowe na Raduni i Ślęży. 
W 1956 została docentem, zaś w 1968 - profesorem nadzwyczajnym. W 1962 po śmierci Włodzimierza Hołubowicza została kierownikiem Zakładu Archeologii Śląska IHKM PAN we Wrocławiu i Katedry Archeologii Uniwersytetu Wrocławskiego. Przez wiele lat redagowała „Śląskie Sprawozdania Archeologiczne” i „Studia Archeologiczne”. W latach 1967–1974 prowadziła w rejonie Trzebnicy samodzielne wykopaliska na kurhanach kultury amfor kulistych i pochodzących z wczesnych okresów epoki brązu. 
Zmarła we Wrocławiu. Pochowana na Cmentarzu Osobowickim (pole 42-5 od ogrodzenia-183). 

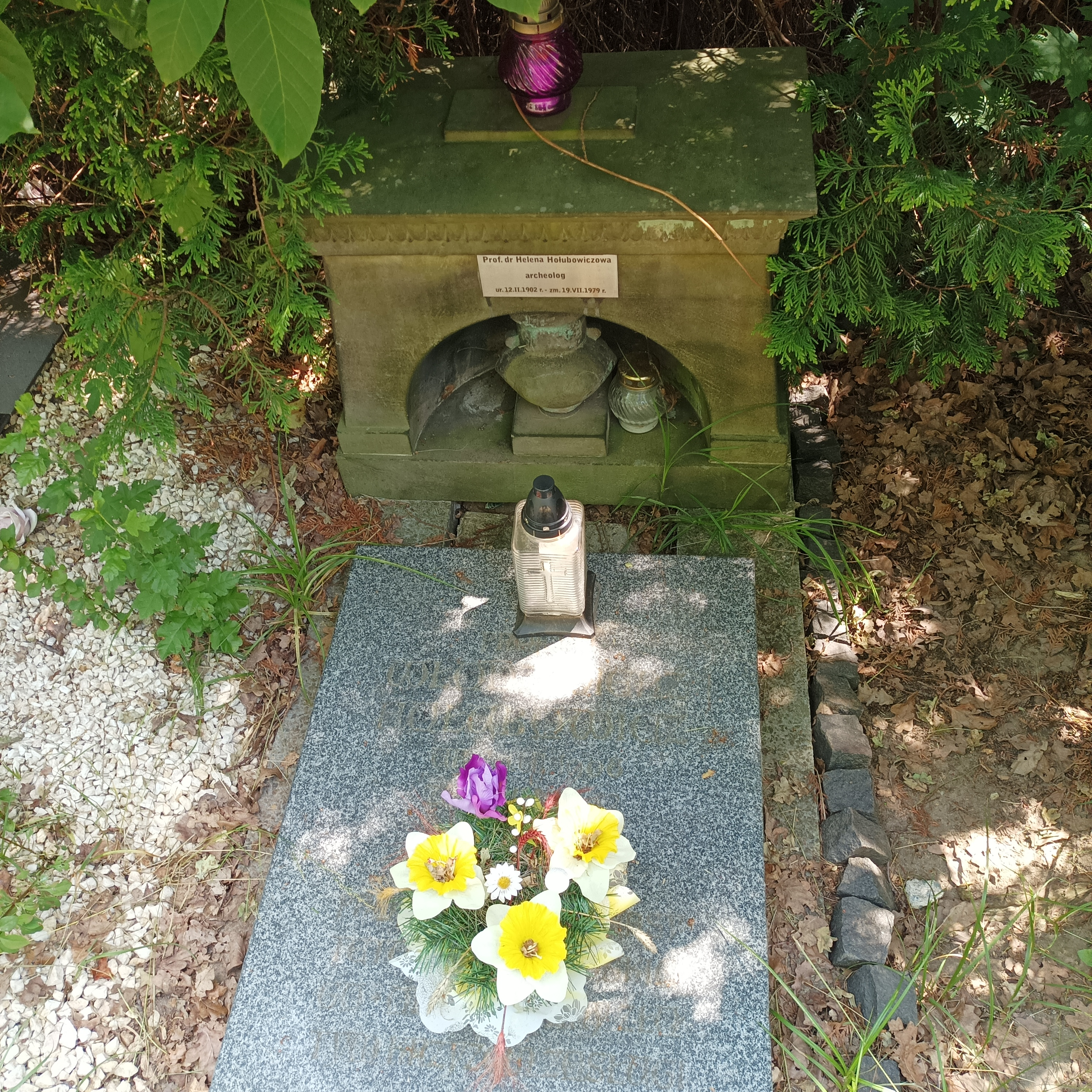
Grób prof. Heleny Cehak-Hołubowiczowej na Cmentarzu Osobowickim

## Ordery i odznaczenia
- Krzyż Kawalerski Orderu Odrodzenia Polski
- Złoty Krzyż Zasługi (10 marca 1939)[3]
- Medal 10-lecia Polski Ludowej (7 maja 1955)[4]
- Odznaka 1000-lecia Państwa Polskiego
- Odznaka „Zasłużonemu Opolszczyźnie”